# أليزا غرينبلات
أليزا غرينبلات (بالإنجليزية: Aliza Greenblatt)‏ (8 سبتمبر 1888 في أوكرانيا - 21 سبتمبر 1975، نيويورك في الولايات المتحدة)؛ كاتِبة وشاعرة أمريكية.

## روابط خارجية
- أليزا غرينبلات على موقع ديسكوغز (الإنجليزية)